# Joyce Mekeel
Joyce Mekeel (* 6. Juli 1931 in New Haven/Connecticut; † 29. Dezember 1997 in Watertown/Massachusetts) war eine US-amerikanische Komponistin, Cembalistin und Musikpädagogin.

## Leben und Wirken
Joyce Mekeel besuchte von 1952 bis 1955 die Longy School of Music in Cambridge. Sie studierte dann von 1955 bis 1957 am Pariser Konservatorium bei Nadia Boulanger erlangte den Grad eines Bachelor (1959) und Master (1960 in Musiktheorie und Komposition an der Yale University und eines Ph.D. an der Boston University (1983)). Zu ihren Lehrern zählten Earl Kim (Komposition), Ralph Kirkpatrick und Gustav Leonhardt (Cembalo) und David Kraehenbuehl (Musiktheorie).
Von 1960 bis 1964 gab Mekeel privaten Klavierunterricht in Princeton, von 1967 bis 1970 unterrichtete sie am New England Conservatory of Music, danach war sie bis Mitte der 1990er Jahre Professorin für Komposition und Musiktheorie und Leiterin des Studios für elektronische Musik der Boston University. Sie erhielt den Ingram-Merrill-Preis für Komposition (1964), den Sigma Alpha Iota Inter-American Music Award (1965), den Preis des Radcliffe Institute (1968–1970) und den Preis des National Endowment for the Arts (1975), zudem wurde sie mit Studienaufenthalten in der MacDowell Colony (1963, 1964 und 1974) und in Yaddo (1974) ausgezeichnet.
Kompositionsaufträge erhielt Mekeel u. a. von der Boston Musica Viva, dem Massachusetts Cultural Council, dem Louisville Orchestra und der Fromm Foundation der Harvard University. Charakteristisch für ihre Komposition war der unkonventionelle Einsatz von konventionellen Instrumenten/Instrumentalisten und Sängern. So ließ sie Sänger, schreien, gestikulieren oder deklamieren und Instrumentalisten umherlaufen, flüstern oder singen.